# Bathyraja aleutica
Bathyraja aleutica är en rockeart som först beskrevs av Gilbert 1896.  Bathyraja aleutica ingår i släktet Bathyraja och familjen egentliga rockor. IUCN kategoriserar arten globalt som livskraftig. Inga underarter finns listade.